# Turn of the Cards
Turn of the Cards is een muziekalbum van de Britse band Renaissance. Het album kreeg in 2020 een uitgebreide heruitgave met allerlei toevoegingen, zodat drie CD's nodig waren; er was onder andere een concert uit 1974 toegevoegd. De heruitgave werd op de markt gebracht door Esoteric Recordings, dat toen bezig was een groot deel van het werk van Renaissance opnieuw uit te geven.

## Eigenaardigheden
Het muziekalbum bevat een aantal wetenswaardigheden; uitgaven verschillen keer op keer:
- "Things I Don't Understand" was de laatste bijdrage van Jim McCarty, mede-oprichter van de band;
- "Running Hard" bevat een muzikaal citaat uit "Mr. Pine" van het album Illusion;
- "Mother Russia" bevat een muzikaal citaat uit het tweede deel van "Concierto de Aranjuez" door Joaquin Rodrigo
- de muziek van "Cold Is Being" is in zijn geheel overgenomen van het Adagio in g-mineur, tot voor kort toegewezen aan Tomaso Albinoni, maar het werk wordt anno 2009 geheel toegeschreven aan Remo Giazotto; het album vermeldde echter Dunford als componist; in het dankwoord wordt op sommige persingen vermeld: "Thanks to Jehan Alain (for the opening piece of RUNNING HARD) and Albinoni for COLD IS BEING", het laatste bleek achteraf dus incorrect;
- het album is het eerste muziekalbum dat uitkwam op het platenlabel van producer Miles Copeland, BTM Records, het had catalogusnummer BTM1000.

## Musici
- Annie Haslam – zang
- Michael Dunford – gitaar, zang
- Jon Camp – basgitaar, zang
- John Tout – toetsen
- Terence Sullivan – slagwerk

## Composities
Alle nummers door Dunford/Betty Thatcher-Newsinger, tenzij anders aangegeven:
1. "Running Hard" - 9:36
2. "I Think of You" - 3:08
3. "Things I Don't Understand" (Dunford/McCarty) - 9:28
4. "Black Flame" - 6:25
5. "Cold Is Being" - 3:02
6. "Mother Russia" - 9:18

## Hoes
Ook de hoes bevat een aantal wetenswaardigheden:
- op de achterkant van de eerste uitgave stond zangeres Annie Haslam "onvoordelig" afgebeeld, ze keek chagrijnig / nors de camera is, bij andere persingen kwam een wat beter beeld naar voren;
- Warwick Castle staat afgebeeld op de hoes;
- in eerste instantie werd het dankwoord volledig afgedrukt: Many thanks to Miles Copeland, Julian, Shirley, Richard and Natalie Halem; uiteindelijk ingekort tot Many thanks to Miles Copeland, Julian, Shirley.

Studio: Renaissance (1969) · Illusion (1971) · Prologue (1972) · Ashes Are Burning (1973) · Turn of the Cards (1974) · Scheherazade and other stories (1975) · Novella (1977) · A Song for All Seasons (1978) · In the Beginning (1978) · Azure d'Or (1979) · Camera Camera (1981) · Time-Line (1983) · Tuscany (2000) · The Mystic and The Muse (ep) (2010) · Grandine il Vento (2012)
Annie Haslams Renaissance: Blessing in Disguise  (1994)
Michael Dunford's Renaissance: The Other Woman  (1994) · Ocean Gypsy (1997)
Live: Live at Carnegie Hall (1976) · Renaissance Live at the Royal Albert Hall (1977) · BBC Sessions (1999) · Day of the Dreamer (2000) · Renaissance Unplugged (2000) · In the Land of the Rising Sun (2002) · Dreams and Omens (2008) · Renaissance DeLane Lea Studios 1973 (2015) · A symphonic journey (2018)
Compilatie: Tales of 1001 Nights (Parts 1 and 2) (1990) · Da Capo (1995) · Songs from Renaissance Days (1997) · Live & Direct (2002)